# SGC에너지
SGC에너지 주식회사(영어: SGC Energy)는 대한민국의 에너지 기업이다.

## 연혁
삼광글라스, 이테크건설, 군장에너지 3사가 합병하며 현 SGC에너지가 출범하였으며, 2024년 사업 다각화 및 재무구조 개선을 목적으로 종속기업 SGC그린파워의 지분 100%을 사모펀드인 글랜우드PE에 매각하였다.

## 사업장 현황
- 본사:서울특별시 서초구 양재대로 246
- 군산지사: 전북특별자치도 군산시 임해로 333